# ティロス (ギリシャ)

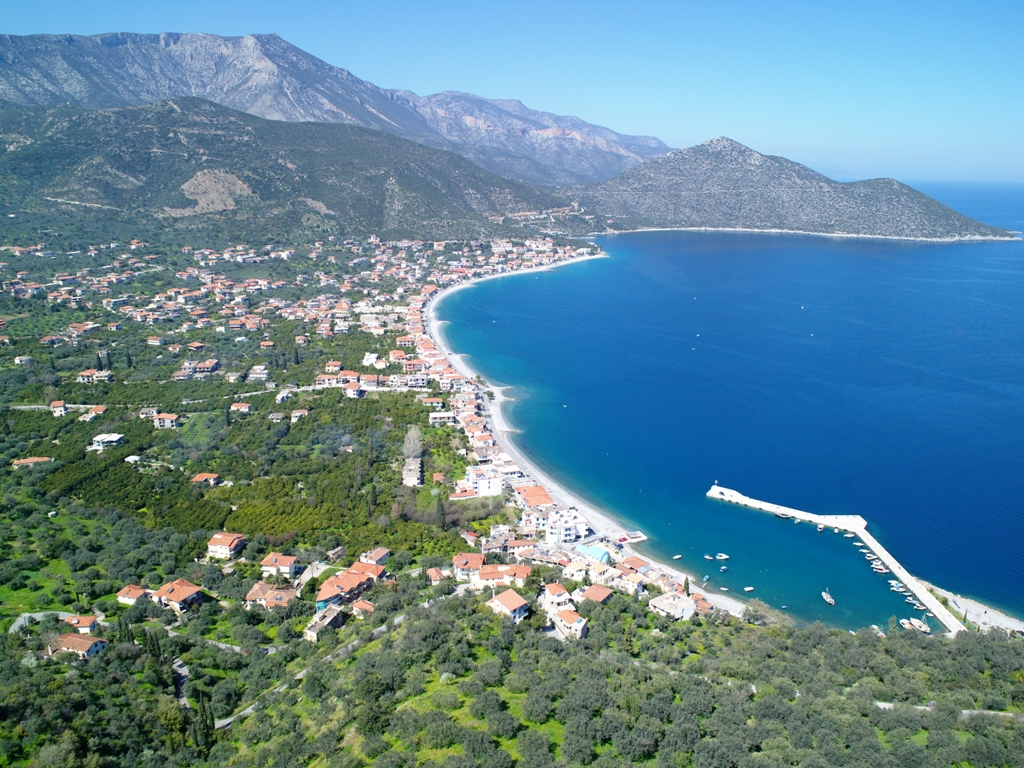

ティロス(英語: Tyros,ギリシア語: Τυρός)はギリシャのペロポネソス地方アルカディア県にある、旅行者と旧海軍の町である。この町はレオニディオの北19 km、アストロスの南東26 km、トリポリの南東71 kmに位置し、パルノン山脈とミルトア海に挟まれたキヌリアの中心地である。これは、ギリシャの旧自治体の一つである。
2011年にギリシャ政府が、ティロスの自治体組織を南キヌリア市の一部として再編した。2011年の国勢調査では人口は2116人である。この自治体はティロスとペラ・メレナからなる。
この地方ではツァコン語が話されていた。これはドーリア方言の流れを汲み、今日では危機に瀕している。
ティロスは、ギリシャのもっとも有名な風習の一つである復活祭発祥の地である。聖金曜日には受難を悼んで町の湾岸道を行進し、復活祭当日は海でイエスの人形が燃やされ、町は湾内は
ティロスの船員や漁師の魂を象徴する数千のろうそくで埋め尽くされる。

## 関連リンク
- アルカディア県の自治体一覧（英語版）
- ギリシャの旧自治体一覧（英語版）